# 川崎たか子
川崎 たか子（かわさき たかこ、1958年3月3日 - ）は、日本の元女優。本名、川崎 孝子（読み同じ）。
東京都出身。目白学園高等学校卒業。オフィストミーに所属していた。

## 人物
高校卒業後、ファッション関係の仕事に就いていたが、数本のCMに出演後モデルが本業になり、1978年より放映された、円谷プロ制作の特撮ドラマ『恐竜戦隊コセイドン』（東京12チャンネル、現・テレビ東京）で女優デビューする。1979年には、TBSのドラマ『男なら!』に坂上味和の同級生役でレギュラー出演。当時の紹介記事では「若さを出すために人一倍騒ぐことにしている。幾つになってもかわいらしさを出せる役者になるのが夢」と述べている。
特技は、スキンダイビング、テニス、ゴルフなどスポーツ全般。

## 出演

### テレビドラマ
- 恐竜戦隊コセイドン 第1話「行けコセイドン 白亜紀からの挑戦」 - 第28話「決戦 ゴドメス帝王を撃て」・第52話「さらば恐竜時代」（1978年 - 1979年、12ch） - ハルナ・マリ
- 七人の刑事 第40話「かあさんの冬」（1979年、TBS）
- 薔薇海峡（1979年、TBS）[2]
- 男なら!（1979年、TBS） - まゆみ
- 愛の終りの時（1979年、CBC）
- 大江戸捜査網 第501話「かまいたちの毒牙」（1981年、12ch）

### その他のテレビ番組
- ウィークエンド東京（1979年 - 1981年、12ch）

### CM
- カゴメ
- ナショナル